# Gynacantha nigeriensis
Gynacantha nigeriensis är en trollsländeart som först beskrevs av Gambles 1956.  Gynacantha nigeriensis ingår i släktet Gynacantha och familjen mosaiktrollsländor. IUCN kategoriserar arten globalt som livskraftig. Inga underarter finns listade i Catalogue of Life.